# Meurtre de Kévin Noubissi et Sofiane Tadbirt

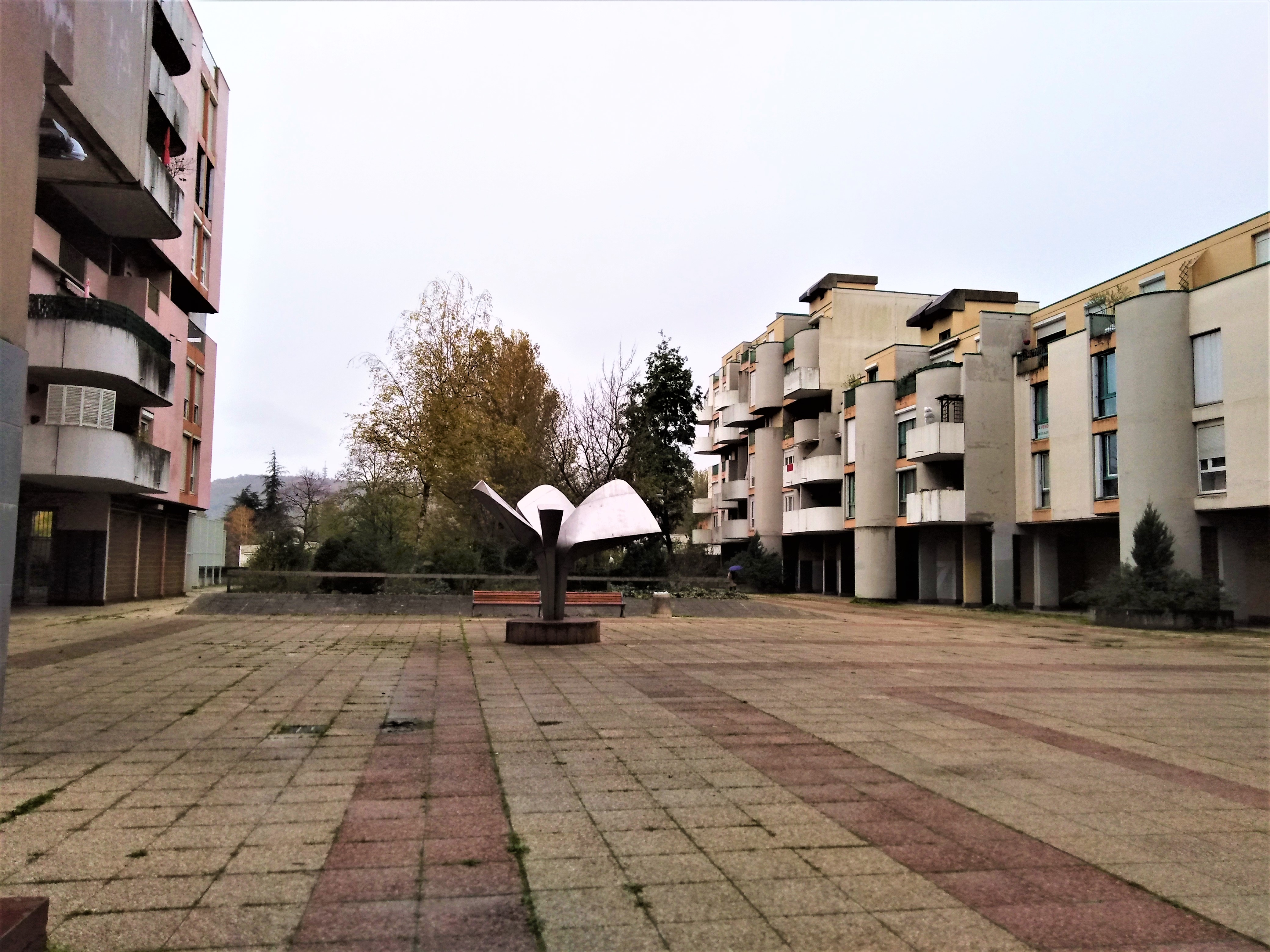
Quartier des Granges d'Échirolles.

Kévin Noubissi est un étudiant en master de 21 ans, l'un des deux jeunes du quartier des Granges à Échirolles tués au couteau lors d'une expédition punitive, le 28 septembre 2012, par une vingtaine d'agresseurs, avec son ami Sofiane Tadbirt, éducateur de 22 ans.
L'extrême violence du meurtre, pour des motifs futiles, a entraîné une forte médiatisation et une émotion à l'échelle nationale. Trois ans après les faits, dix jeunes hommes sont reconnus coupables du meurtre et condamnés à des peines allant de 8 à 20 années de prison.

## Contexte

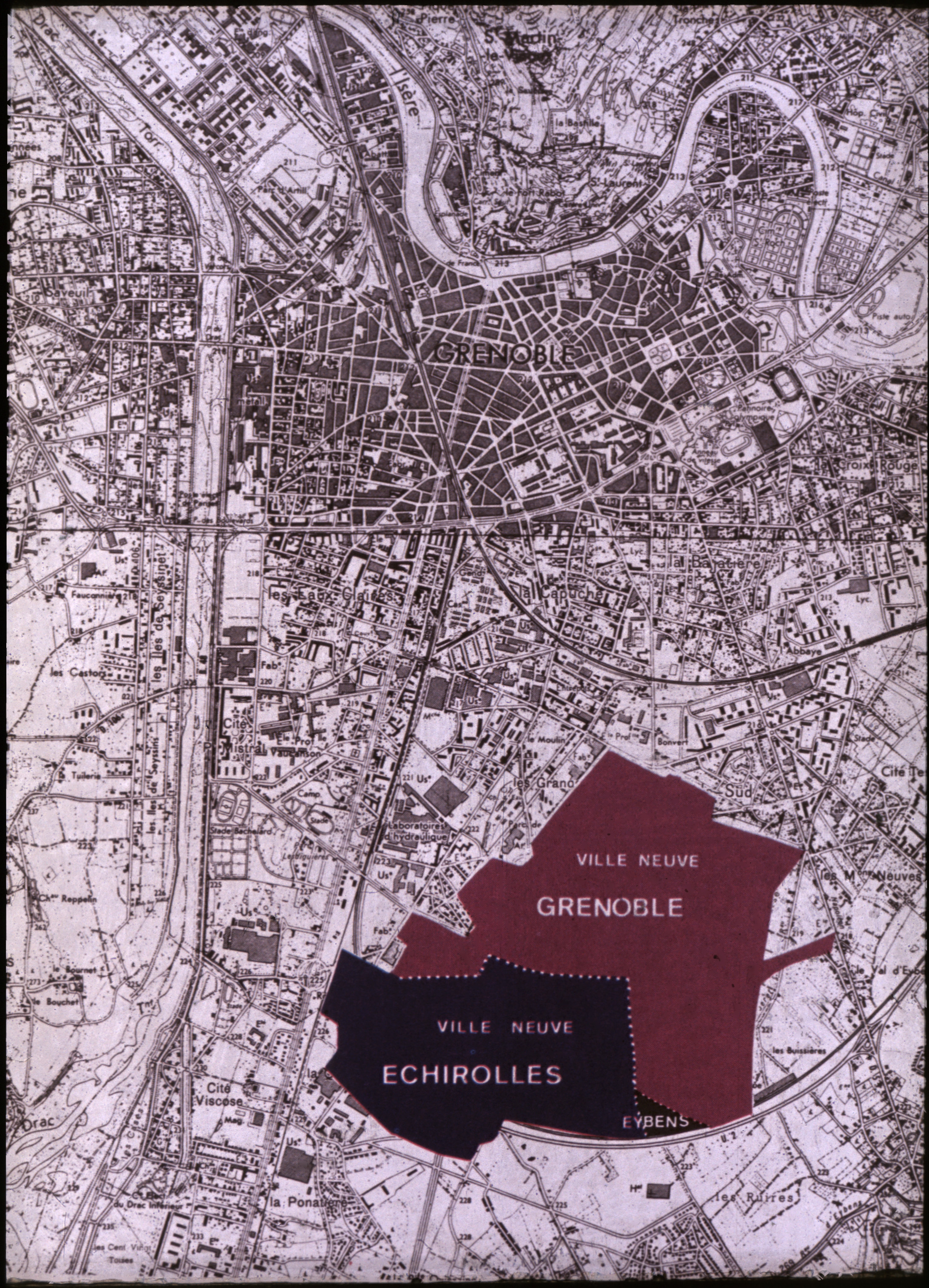
Les deux quartiers impliqués.

Les faits commencent par une altercation entre deux adolescents, Wilfried, qui vient des Granges à Échirolles, et Abou Cissé, qui vient de la Villeneuve à Grenoble, deux quartiers prioritaires voisins. À proximité du lycée Marie-Curie, les deux garçons, en conflit pour une « histoire de fille », échangent des « mauvais regards », insultes et coups, vers 17 h 30. Deux amis de Wilfried le rejoignent pour le soutenir et effrayer Abou.
Une heure plus tard, Abou et son ami Sid-Ahmed se battent de nouveau avec le groupe des Granges, à l'arrêt de tramway Marie-Curie. Mohamed El Amine, grand frère de Sid-Ahmed, intervient et disperse Wilfried et ses amis avec du gaz lacrymogène,.
Vers 19 h 30, le grand frère de Wilfried, qui n'est autre que Kévin Noubissi, rencontre le groupe rival aux Granges avec des amis, dont Sofiane Tadbirt. Kévin en vient aux mains avec Mohamed El Amine et le gifle en demandant des excuses. Le groupe de la Villeneuve se replie en promettant vengeance, avant de préparer l'expédition punitive sur la place des Géants en réunissant de nombreuses armes.

## Massacre

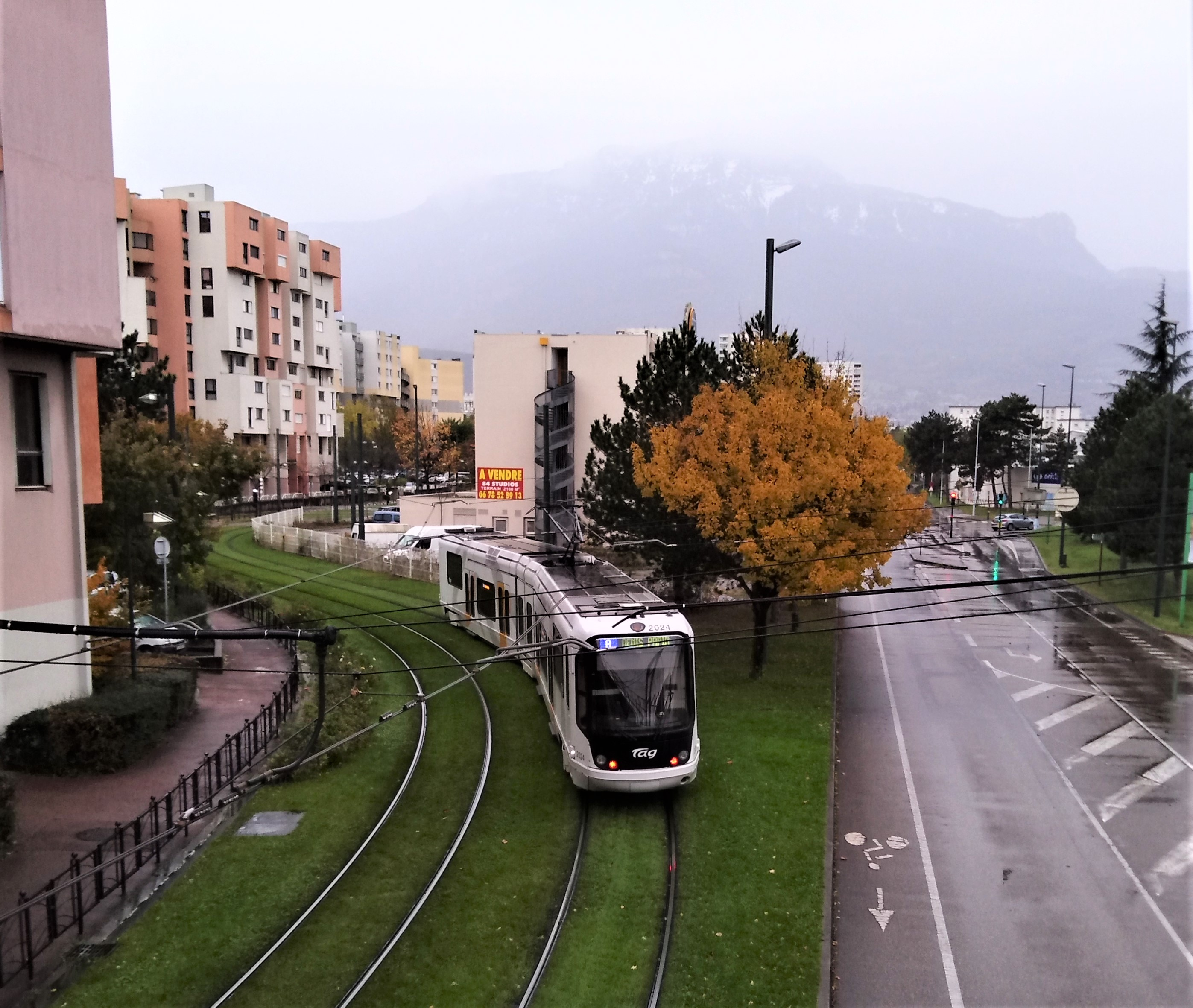
Tramway vers l'arrêt Les Granges, utilisé par plusieurs agresseurs.

Vers 21 h, le 28 septembre 2012, Kévin, Sofiane et deux autres amis reviennent d'un McDonald's, où ils sont allés dîner. Pendant ce temps, une vingtaine de jeunes de la Villeneuve, dont certains fortement alcoolisés, convergent vers le parc Maurice-Thorez, où ils attendent les quatre amis. Alors que ces derniers ne portent aucune arme, ils sont pris en embuscade par leurs rivaux, qui sont équipés de tessons de bouteille, d'un pistolet à grenaille, de bâtons, de pelles, de marteaux et de couteaux, ainsi que d'un chien d'attaque. Deux embusqués parviennent à s'échapper, mais pas Sofiane et Kévin, qui sont acculés par leurs assaillants.
Les deux amis sont violemment tabassés à soixante mètres l'un de l'autre avec, selon les témoins, une dizaine d'individus massés autour de chacun d'eux. Défiguré par deux tirs de grenailles, Kévin tente de s'enfuir mais est rattrapé par cinq à sept agresseurs. Il reçoit huit coups de couteau portés par différentes lames, dont un fatal au poumon, donné avec un long couteau de boucher. Parmi les assaillants, plusieurs réclament qu'on lui « tire une balle ».
Quant à Sofiane, il est jeté à terre et frappé avec un bâton, probablement le manche d'un fusil. Il reçoit des coups de bouteille et de marteau au visage alors qu'il tente de s'échapper. Il est lacéré de 31 coups de couteau provenant de deux lames différentes. Il reçoit notamment neuf coups dans le dos, six au thorax et à l'abdomen ainsi que deux dans le crâne. Un des accusés sera reconnu coupable de lui avoir roulé sur la tête avec un scooter, en plus de sauter sur le corps de Kévin en riant. Sofiane décède le lendemain à l'hôpital, après une longue agonie,. « Aucune partie de leur corps n'a été épargnée » selon la Cour de cassation, y compris les parties génitales de l'un d'eux.

## Procès

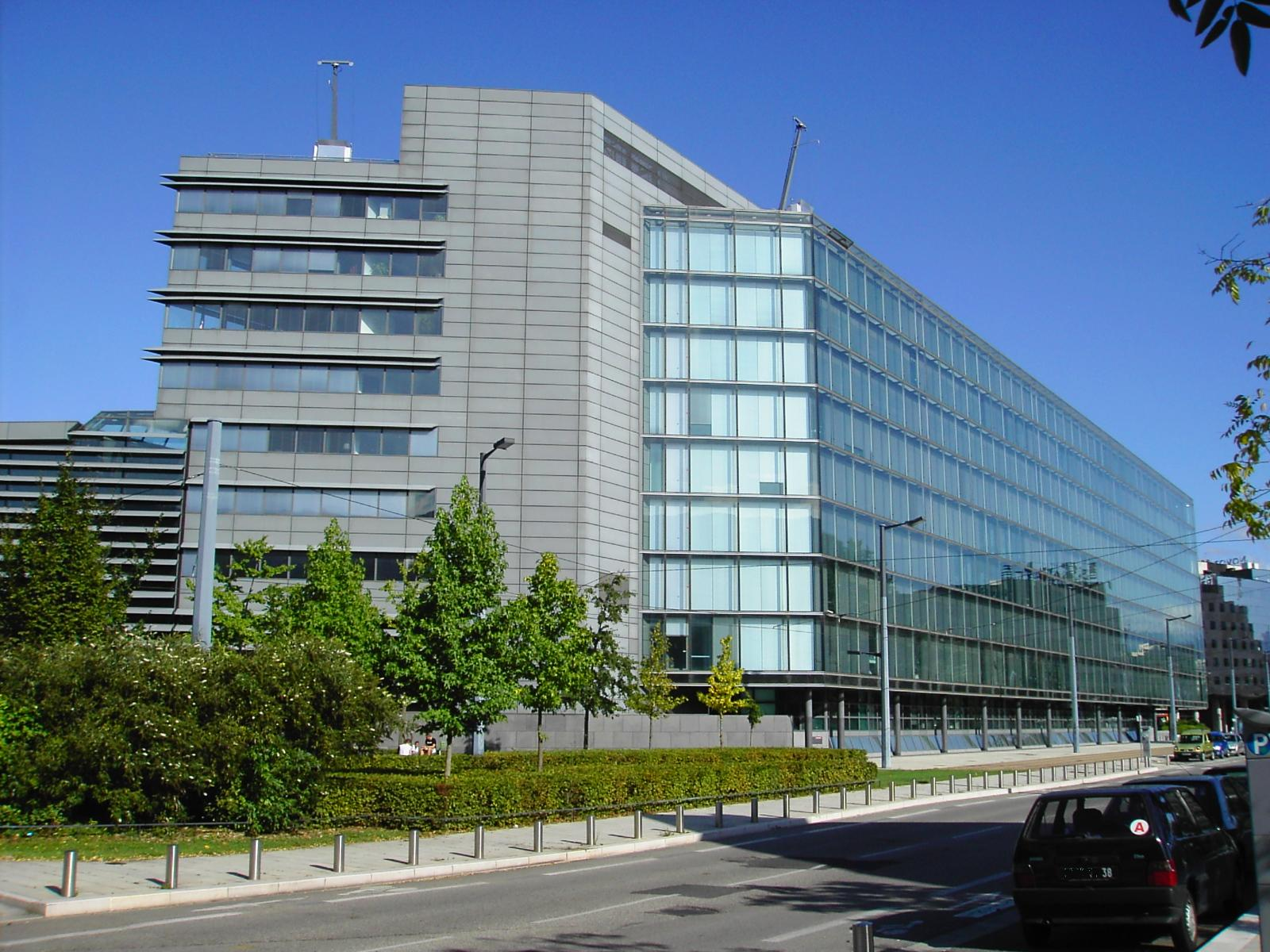
Palais de justice de Grenoble.

Entre octobre 2012 et février 2013, treize jeunes hommes sont interpellés et mis en examen pour « assassinat ». Ils sont douze à être jugés pour homicide à partir du 2 novembre 2015 devant la cour d'assises des mineurs de l'Isère, deux d'entre eux ayant eu moins de 18 ans au moment des faits,,,. Durant les longues semaines d'audiences, les jurés ont rencontré de grandes difficultés pour individualiser les peines, la loi du quartier selon laquelle « on ne balance pas » ayant prévalu. Des menaces entre accusés et envers les témoins ont été évoquées.
Dix des douze accusés sont condamnés pour homicide volontaire, la cour ayant appliqué la jurisprudence de la co-action selon laquelle chaque participant au lynchage a contribué à la mort des victimes, en les affaiblissant par leurs coups, en les empêchant de fuir ou de recevoir de l'aide. De même, aucun des accusés ne pouvait ignorer la nature mortelle des coups portés ().

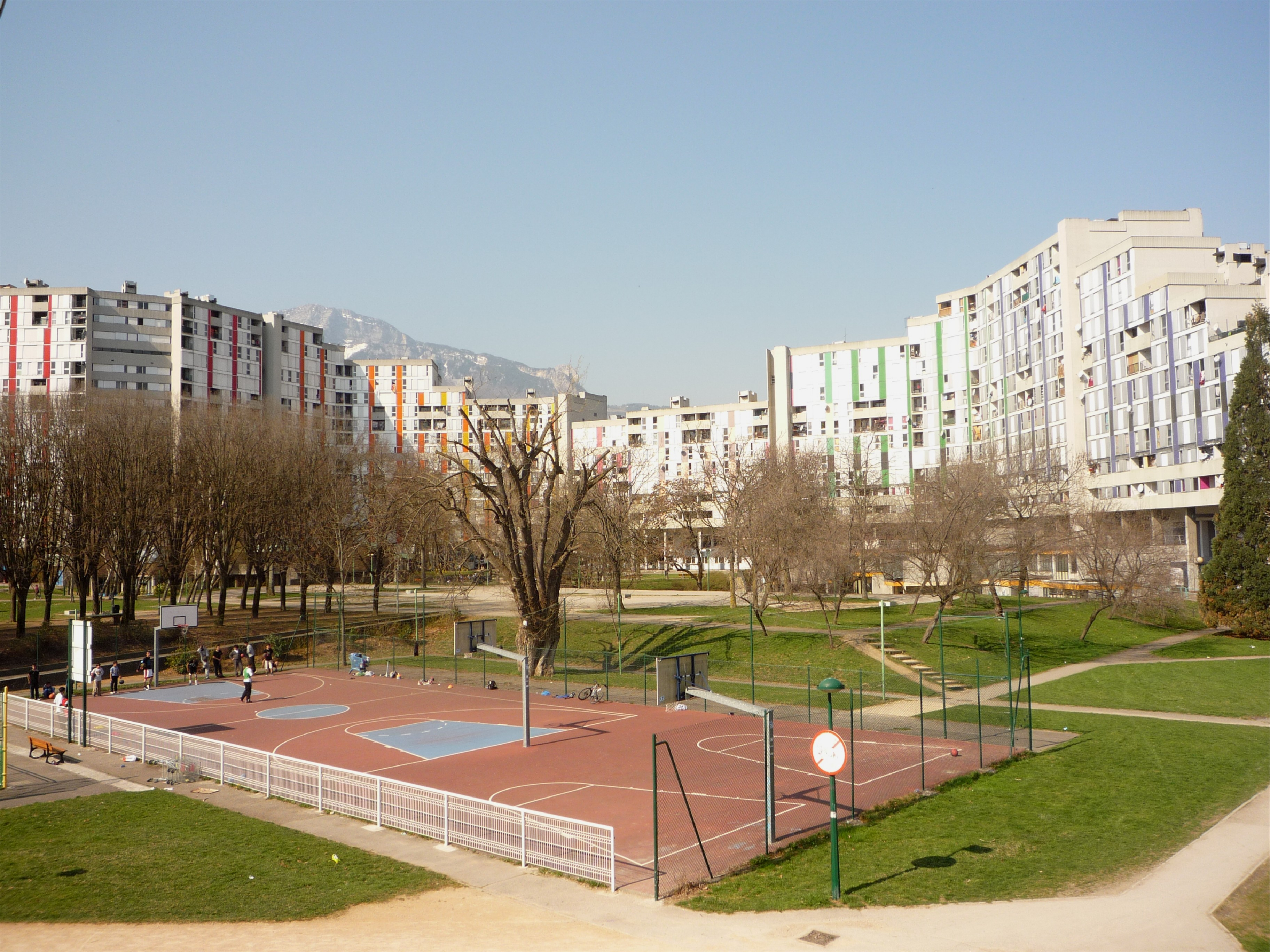
Galerie de l'Arlequin dans le parc Jean-Verlhac de la Villeneuve de Grenoble, d'où sont originaires plusieurs accusés.

Les peines de prison vont de 8 à 20 ans, :
- Ilyès T., condamné à 20 ans de réclusion, reconnu coupable des coups de couteau. Il nie les faits malgré plusieurs témoignages. Il avait été libéré de prison 13 jours avant la rixe, ayant déjà été condamné pour avoir poignardé le vigile d'un supermarché d'Échirolles lors d'un vol à l'étalage[15],[16]. À l'instar de sa mère, il souffre de troubles psychiatriques[17]. En raison de plusieurs infractions au cours de sa détention, notamment agressions sur le personnel et tentative d'évasion, sa possible libération conditionnelle est repoussée à 2035 en décembre 2023[18],[19],[20].
- Youssef C., identifié par plusieurs témoins et confondu par de l'ADN des deux victimes retrouvé sur ses chaussures. Il est condamné à 14 ans de prison, reconnu coupable d'avoir enfoncé le crâne de Sofiane avec son scooter. Il nie les faits et est le seul à faire appel du verdict. Sa peine est alourdie à 15 ans de prison[21]. Son avocat, ardent critique de la jurisprudence dite de coaction, y voyant une négation du principe de la responsabilité pénale individuelle, forme un pourvoi en cassation, qui est rejeté en 2018[8].
- Naderhaman D., accusé par Ibrahim Camara d'être l'auteur des coups de marteau sur le crâne de Sofiane. Il nie et est condamné à 16 ans de prison[22].
- Ulas C. nie sa participation, mais est confondu par son ADN retrouvé sur une casquette abandonnée sur les lieux du crime et plusieurs témoins[6]. Il est accusé d'avoir frappé Sofiane avec un bâton et condamné à 16 ans de prison[22].
- X. C., mineur au moment des faits et petit-frère d'Ulas, reconnaît être le porteur du pistolet à grenaille, condamné à 12 ans de prison.
- Z. L., mineur au moment des faits, accusé d'avoir porté des coups de marteau. Il nie et est condamné à 12 ans de prison.
- Eraba D. reconnaît sa participation, il était équipé d'un pistolet d'alarme[23], il est condamné à 10 ans de prison.
- Antonin C. reconnaît avoir frappé Sofiane à la tête avec une bouteille, condamné à 10 ans de prison.
- Constant M. W. conteste sa présence sur les lieux mais est accusé par Ibrahim Camara d'avoir porté des coups de couteau à Sofiane, condamné à 9 ans de prison.
- Mohamed El Amine E. D., militaire du 93e RAM, à l'origine de la rixe, admet avoir donné des coups[6]. Il est l'un des deux seuls à avoir collaboré avec la justice et est condamné à 8 ans de prison.
- Ibrahim C., frère de Youssef, est le principal recruteur de la bande, et un accusé affirme l'avoir vu s'équiper d'une longue lame[6]. Il est l'un des deux seuls à avoir collaboré avec la justice et dénoncé ses co-accusés, il est acquitté. C'est seulement après le procès qu'il sera accusé par des condamnés d'avoir porté des coups de couteau.
- Bérat K. finit par admettre sa présence sur les lieux après l'avoir niée. Il aurait été accompagné du propriétaire du chien, qui ne sera jamais identifié. Il est accusé d'un unique coup de poing[6] et est finalement acquitté pour charges insuffisantes, conformément aux souhaits des parties civiles[24].

Les familles des victimes se déclarent déçues par le procès, notamment le père de Sofiane, Mohamed, pour qui « les peines sont très faibles. Ce n'est pas juste à l'égard de nos enfants qui ont été assassinés, dépecés, lynchés, massacrés ». Selon lui, une douzaine de meurtriers n'ont jamais été identifiés dans cette affaire. Selon les parties civiles, les accusés n'ont exprimé aucun regret sincère lors des audiences, et l'un d'eux a même lancé vers les familles des victimes « Vos fils sont morts comme des cochons, ils ont saigné comme des cochons ». Un avocat des parties civiles affirme qu'« on les voit rire dans la salle d’audience, on les voit communiquer entre eux et, surtout, regarder les parties civiles avec un dédain insupportable ». Malgré la douleur de « l'indifférence, du déni et du mépris » des accusés, la mère de Kévin, Aurélie Monkam-Noubissi, croit à une rédemption, à un salut.

## Hommage
Le président de la République François Hollande vient rencontrer les familles des victimes à Échirolles. Une marche blanche rassemblant plus de 20 000 personnes vêtues de blanc se déroule dans les rues d'Échirolles les jours suivants,. Malgré le drame, la mère de Kévin, Aurélie Monkam-Noubissi, continue d'exercer son métier de pédiatre et décide d'écrire un livre sur l'affaire. Son action lui donne le surnom de mère courage. La jalousie a été évoquée par cette dernière comme motif du déchaînement de violence, les deux victimes représentant des jeunes de cité ayant réussi. Kévin avait obtenu une licence professionnelle et devait intégrer un master en administration des entreprises. Sofiane était éducateur et auxiliaire de vie, employé par la métropole de Grenoble. À l'inverse, la plupart de leurs agresseurs sont déscolarisés, sans emploi et inscrits au fichier de traitement d'antécédents judiciaires. De plus, le chercheur Sebastian Roché note qu'« un extrême conformisme règne dans ce type de collectif. Il est très rare qu'un des membres du groupe fasse défection »,.
En 2014, le chanteur Calogero, également originaire d'Échirolles, leur dédie la chanson Un jour au mauvais endroit.
Six ans après les faits, le ministre de l'Intérieur, Gérard Collomb lors d'un déplacement à Grenoble, vient se recueillir sur la stèle du souvenir de Kévin et Sofiane dans le parc Maurice-Thorez.